# Oldřich Sklenička
Oldřich Sklenička (15. května 1926 Rakovník – 7. února 1952 Věznice Pankrác) byl český automechanik a protikomunistický odbojář odsouzený v politickém procesu komunistickým režimem k trestu smrti a v roce 1952 popraven.

## Životopis
Narodil se v roce 1926 v Rakovníku. Po studiu pracoval jako automechanik.

### Po únoru 1948
Po únorovém převratu s novým nastupujícím komunistickým režimem nesouhlasil. Při cestách do práce do povrchového dolu se pak seznámil s Karlem Chaloupeckým. U něj poté Sklenička opakovaně poslouchal vysílání zahraničního rozhlasu. Československo se posléze rozhodl opustit, nicméně po diskusi s Chaloupeckým a Václavem Bejčkem se nakonec rozhodl proti komunismu aktivně bojovat na území Československa. Skupina měla nejprve v úmyslu šířit protirežimní letáky, později chtěla také fyzicky napadat funkcionáře KSČ a nakonec se rozhodla je začít vraždit. Později svůj cíl změnili na snahu o vraždu příslušníků SNB. V říjnu 1951 spolu Sklenička a Bejček zavraždili příslušníka SNB strážmistra Šafránka. Vraždu ovšem neprovedli důkladně; byla provedena za bílého dne, bez jakéhokoliv maskování pachatelů a pozoroval je při ní svědek. Několik dní poté byl Sklenička, Bejček i velitel skupiny Chaloupecký zatčeni.
Za trestné činy velezrady a vraždy byl ve veřejném politickém procesu konaném v listopadu 1951 v Rakovníku odsouzen k trestu smrti. Během soudního jednání přitom odpovídal velmi tiše. Státní bezpečnost jeho jednání poté kritizovala s tím, že „nedošlo ke gradaci účinku na publikum.“ Neúspěšné bylo podané odvolání k Nejvyššímu soudu i žádost o prezidentskou milost. Den před popravou ještě Sklenička požádal o hovor s knězem Církve československé husitské. Jeho poslední slova byla: „Chci ještě mluvit se svým obhájcem a zástupcem prezidenta republiky.“

## Hrob
V roce 1965 byla urna s jeho ostatky tajně pohřbena do společného hrobu na Motolském hřbitově. Zde bylo 20. května 2000 slavnostně otevřeno a vysvěceno Čestné pohřebiště politických vězňů. Jméno Oldřicha Skleničky je uvedeno na jedné (umístěné vpravo) ze dvou šedých mramorových desek instalovaných v roce 2012.

Na Čestném pohřebišti III. odboje na Ďáblickém hřbitově se nachází jeho symbolický hrob. Tamní symbolické náhrobky odkazují na zemřelé politické vězně bez ohledu na jejich skutečné místo pohřbení.

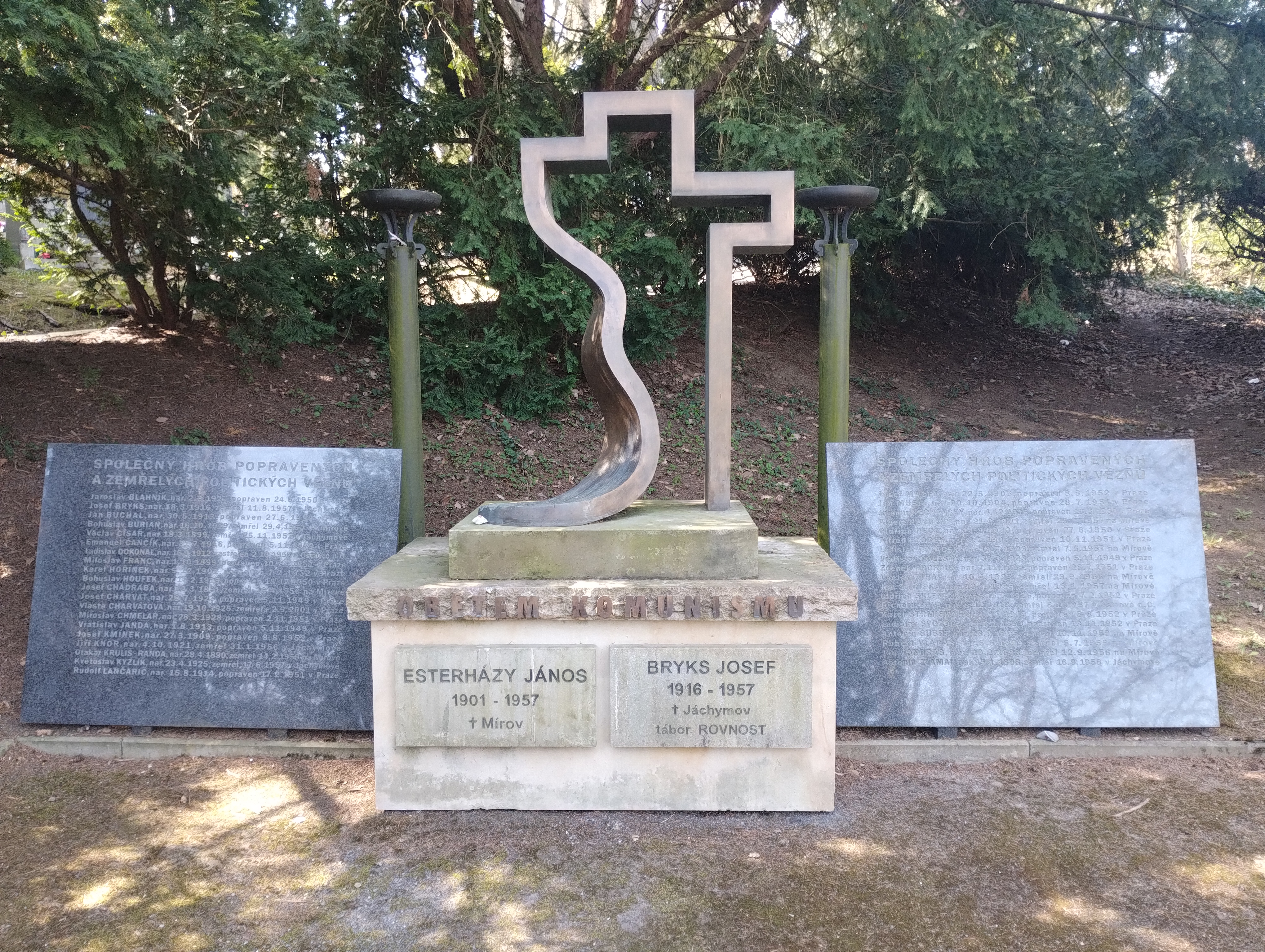
Památník na Čestném pohřebišti politických vězňů, Motolský hřbitov
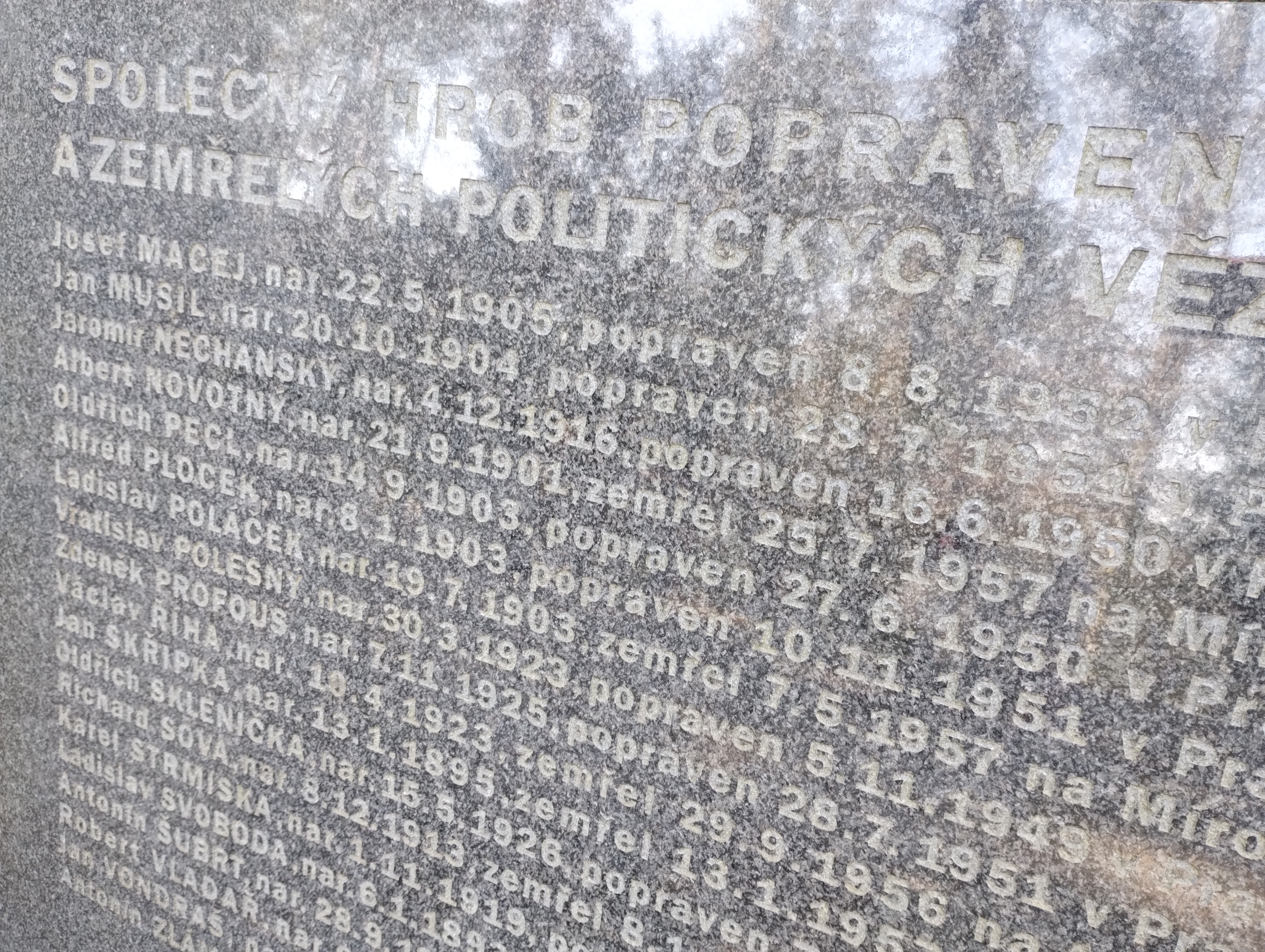
Památník na Čestném pohřebišti politických vězňů, deska vpravo se jménem O. Skleničky, Motolský hřbitov
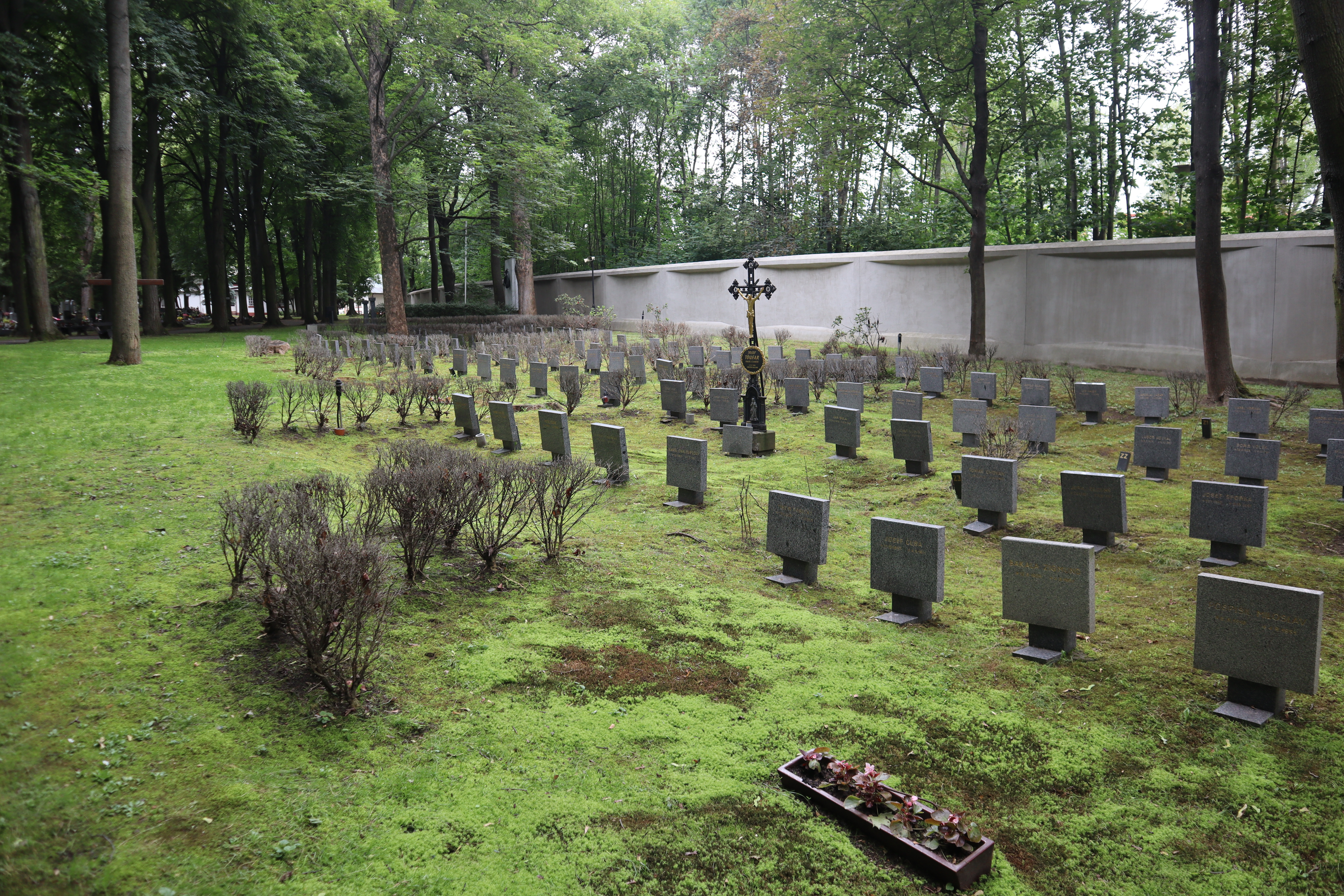
Čestné pohřebiště popravených a umučených z 50. let (III. odboj) na Ďáblickém hřbitově
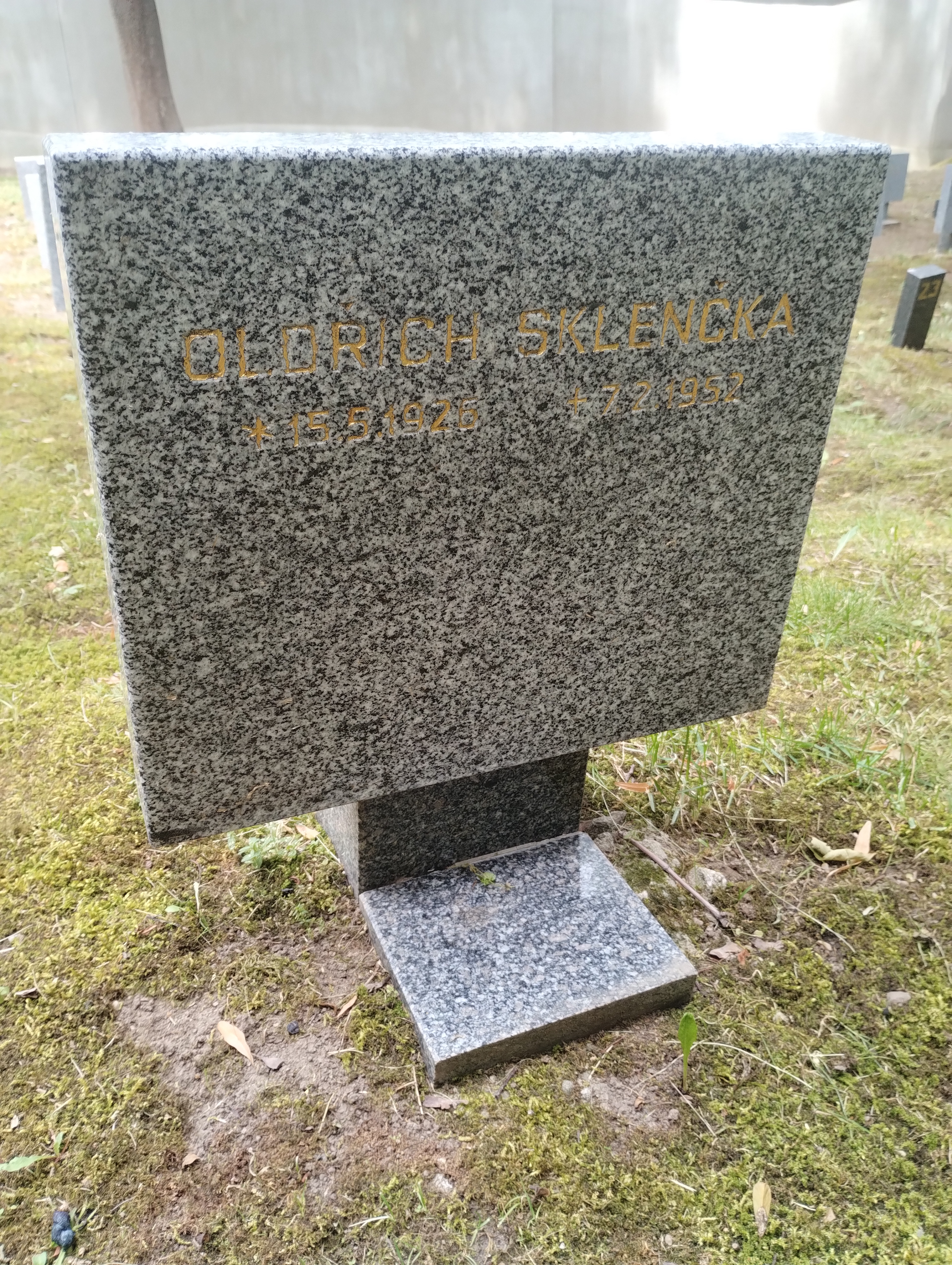
Symbolický náhrobek O. Skleničky na Čestném pohřebišti v Ďáblicích

## Po roce 1989
- Po sametové revoluci byl v roce 1991 zrušen rozsudek odsuzující Skleničku za trestný čin velezrady. Za trestný čin vraždy mu byl ovšem ponechán zbytkový trest ve výši dvanácti let odnětí svobody.[5]
- Jeho jméno je uvedeno na Pomníku Miladě Horákové a Obětem komunismu v Praze 4 - Nuslích na Náměstí Hrdinů, u stanice metra Pražského povstání, před Vrchním soudem v Praze a Vrchním státním zastupitelstvím v Praze.[10]

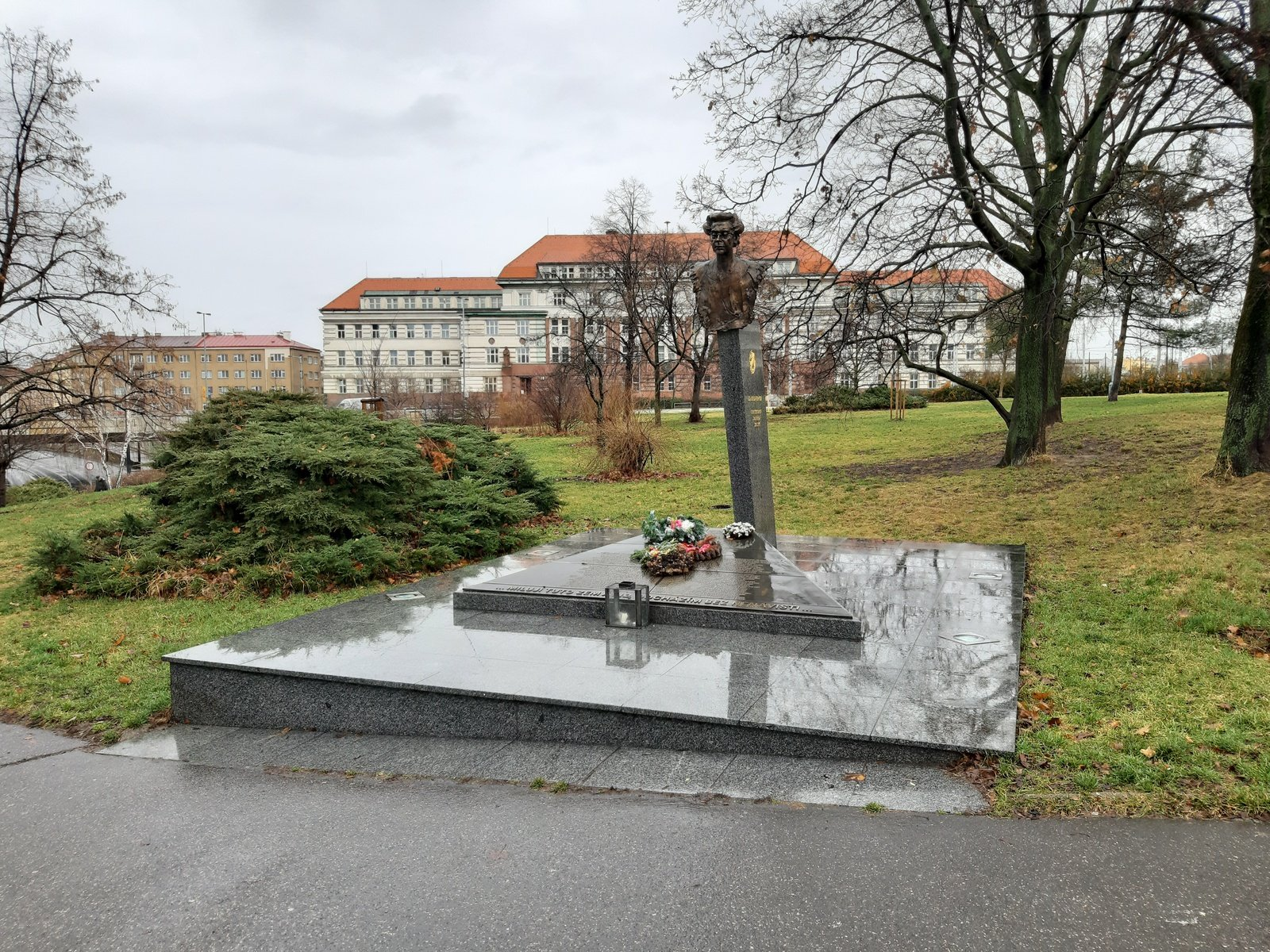
Pomník na náměstí Hrdinů v Praze 4 - Nuslích
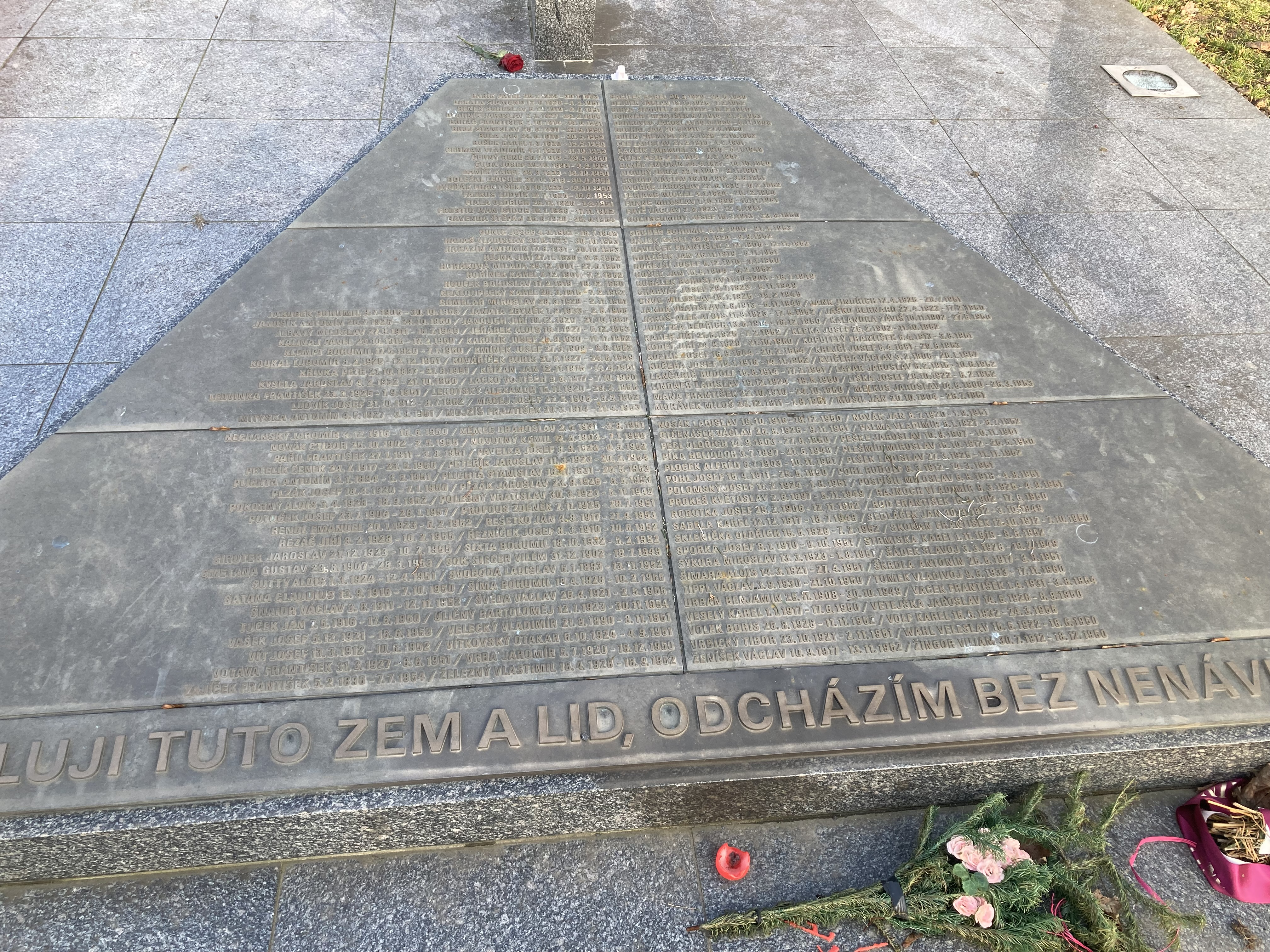
Seznam obětí komunismu se jménem O. Skleničky na pomníku na náměstí Hrdinů v Praze 4 - Nuslích